# Храм Силаска Светог духа у Винковцима
45° 17′ 18″ С; 18° 48′ 24″ И / 45.28821° С; 18.80673° И
Храм Силаска Светог духа у Винковцима, у Хрватској, је српска православна црква Епархије осјечкопољске и барањске која је посвећена празнику Силаска Светог духа. Уз цркву у Маркушици, винковачка православна црква друга је црква под патронатом Епархије осјечкопољске и барањске која је посвећена овоме празнику.
Оригинални Храм силаска Духа светога, који је био изграђен 1793. године, потпуно је уништен 1991. године за време рата у Хрватској. Нова црква, идентична старој, поново је изграђена на месту старе цркве у периоду од 2007. до 2012.

## Историја
Почетком 18. века настанило се у Винковце неколико православних породица које су подигле дрвену капелицу, освештану и пре 1713. Како се православни нису ту одржали, иселивши у друга места, капела је пропадала. 1733. православни архиђакон визитирајући западни Срем, овде не налази православне вернике. Средином 18. века опет досељавају, највише грчки трговци из Македоније, бежећи од Турака. 1756. било је 8 православних породица, међу којима и крајишки пуковник Продановић, који је изградио капелу у свом стану, јер је стара капела пропала. 1766. било је 15 православних породица, а број им касније непрестано расте досељавањем крајишких часника и подчасника. Зато је основана парохија која 1791. има 50 породица са 228 људи. 1793. изграђена је нова православна црква.
У Винковачкој је цркви 1821. године крштен композитор Јосиф Руњанин. У истој је цркви крштен и сликар Сава Шумановић.

### Рушење и обнова
Након што су авиони Југославенске народне армије 24. септембра 1991. бомбардовали мете у центру Винковаца приликом чега су тешко оштетили и католички жупни двор, 25. септембра за освету је миниран и до темеља срушен стари Храм силаска Духа светога. Црква је пре тога детаљно опљачкана, украден је црквени иконостас, отуђени су сви предмети од вредности, а у пљачки су нестала и црквена звона.
У току почетних преговора о обнови цркве, на њезино место које је претворено у паркиралиште, био је постављен дрвени крст. Обнова цркве коначно је започела 2007. године, док је поново стављена у употребу 2012. У међувремену, део оригиналног иконостаса је враћен, а уз помоћ анонимне пријаве откривено је и старо црквено звоно.